# Callipielus arenosus
Callipielus arenosus är en fjärilsart som beskrevs av Butler 1882. Callipielus arenosus ingår i släktet Callipielus och familjen rotfjärilar. Inga underarter finns listade i Catalogue of Life.